# Colectivo Mata Aho
El Colectivo Mata Aho es un grupo de cuatro mujeres artistas maoríes, Erena Baker (Te Atiawa ki Whakarongotai, Ngāti Toa Rangātira), Sarah Hudson (Ngāti Awa, Ngāi Tūhoe), Bridget Reweti (Ngāti Ranginui, Ngāi Te Rangi) y Terri Te Tau. (Rangitane ki Wairarapa). Son conocidas por sus obras de arte a gran escala realizadas fundamentalmente en fibra.

## Formación del colectivo
Baker, Te Tau, Reweti y Hudson se graduaron en el programa de Artes Visuales Toioho ki Āpiti Māori en la Universidad Massey. En 2011, las artistas asistieron a dos hui (reuniones) celebradas en Poupatete Marae en Halcombe, lo que les brindó la oportunidad de intercambiar ideas en un espacio kaupapa maorí (centrado en los maoríes).

El Colectivo Mata Aho se estableció en 2012, cuando el grupo fue invitado a realizar una residencia en la  Enjoy Public Art Gallery, donde realizaron su primer trabajo juntas:
A principios de 2012, Claudia Arozqueta, curadora de la galería Enjoy, indicó en una conversación con algunos artistas que le gustaría que las mujeres maoríes participaran en la residencia de verano que llevaba a cabo, Enjoy Public Art Gallery, y que culminaría con una exposición. Durante el desarrollo de la residencia, las cuatro artistas decidieron hacer un solo trabajo todas juntas, eligiendo el nombre de Mata Aho Collective (Colectivo Mata Aho en castellano). Su primer trabajo, Te Whare Pora, se inspiró en los espacios tradicionales que son usados para tejer. En morí se denominan wānanga y son utilizados para compartir y aprender. Su participación en el espacio de residencia lo enfocaron como una convivencia intensa dentro de la galería lo que equivaldría a lo que en maorí se denomina whare pora. Comían, dormían y creaban dentro de la galería. Ese espacio de trabajo lo ampliaron extendiendo por la naturaleza la búsqueda y utilización de los materiales. Durante el mes que duró este proyecto, en el Enjoy Summer Residency, se deconstruyeron y reconfiguraron veinte mantas negras de imitación de visón para crear una instalación de 5 x 10 m que cubría el espacio del piso de la galería y se apoyaba contra la pared trasera a 90 grados.
Desde entonces, el Colectivo Mata Aho ha seguido trabajando con conceptos y materiales relevantes para la cultura maorí contemporánea.

## Uso de materiales
Los materiales utilizados por el colectivo incluyen mantas de imitación de visón, cuerda marina sintética, cinta reflectante y lona. El grupo ha declarado que "Por regla general, nos gusta abordar la accesibilidad en nuestro trabajo a través del uso del material. Al utilizar materiales omnipresentes que pueden encontrarse tanto en el ámbito doméstico como en el industrial, esperamos que lo reconocible pueda actuar como acercamiento a la obra.
Para la obra Te Whare Pora, el colectivo utilizó mantas de imitación de visón y describió estos objetos domésticos como "un material maorí moderno reconocible al instante. Las mantas de visón son fácilmente accesibles y cálidas, se usan comúnmente en marae y, a menudo, se regalan en cumpleaños importantes".

## Grandes obras, encargos y premios
En 2017, el Colectivo Mata Aho exhibió la obra Kiko Moana en Documenta 14. La obra a gran escala, hecha de lonas de plástico azul cosidas, se instaló en el Museo estatal de Hesse. Posteriormente, la obra fue adquirida por el Museo de Nueva Zelanda Te Papa Tongarewa y más tarde expuesta en la Real Academia de Arte de Londres en 2018, como parte de la exposición Oceanía.
La obra realizada por encargo en 2019 para la exposición  de la Galería Nacional de Canadá Àbadakone | Fuego Continuo | Feu Continuel, titulado AKA, fue nominado como finalista en el Premio Walters 2021. Después de la interrupción por la pandemia de Covid-19, el colectivo presentó otro trabajo, Atapō (creado en colaboración con Maureen Lander) que se encargó para la exposición de la Galería de Arte de Auckland 2020 Toi Tū, Toi Ora.
En agosto de 2021, Mata Aho ganó el Premio Walters con la obra Atapō. El jurado del premio fue la curadora de origen británico Kate Fowle.
En septiembre de 2022, Mata Aho recibió el premio Laureate Award de la Fundación de las Artes de Nueva Zelanda, titulado My Art Visual Award.
En abril de 2024, el colectivo recibió un León de Oro a la mejor participación dentro la exposición internacional de la Bienal de Venecia, titulada "Stranieri Ovunque – Foreigners Everywhere" (Extranjeros por todas partes), comisariada por el curador de arte brasileño Adriano Pedrosa.

## Exposiciones
Las exposiciones principales de este colectivo incluyen:
2020:
- Adam Art Gallery, Te Pātaka Toi, 
2019:
- Museo Estatal de Arte de Hawái Bienal de Honolulu, Hawái
- Oceania, Museo del muelle Branly - Jacques Chirac, París, Francia
- The Slipping Away Gus Fisher Gallery, Auckland, Nueva Zelanda
2018:
- Oceanía, Real Academia de Arte, Londres, Reino Unido
- Signature Art Prize Museo de arte de Singapur, Singapur
- El Museo de Arte Dowse, Wellington, Nueva Zelanda
2017:
- Documenta 14, Kassel, Alemania
- Making Space, Centro de Arte Contemporáneo, Christchurch, Nueva Zelanda
2016:
- Noho 16 Whau, Centro de Arte, Auckland, Nueva Zelanda
2015:
- Disrupting the Narrative, Thistle Hall, Wellington NZ
- Artista internacional iniciado, David Dale Gallery, Glasgow, Reino Unido
- Centro de artes Kaokao Toi Pōneke, Wellington, Nueva Zelanda
- Nosotros que vivimos en la oscuridad, Academia de Bellas Artes de Nueva Zelanda, Wellington Nueva Zelanda
- Mercado de arte Maorí TSB Arena, Wellington, Nueva Zelanda
2013:
- Pūwawao, Aratoi, Masterton Nueva Zelanda
- Conciertos de Old Hall, Wellington, Nueva Zelanda
- Te Whare Pora Enjoy Public Art Gallery, Wellington Nueva Zelanda